# Chemin de fer du nord de l'Australie

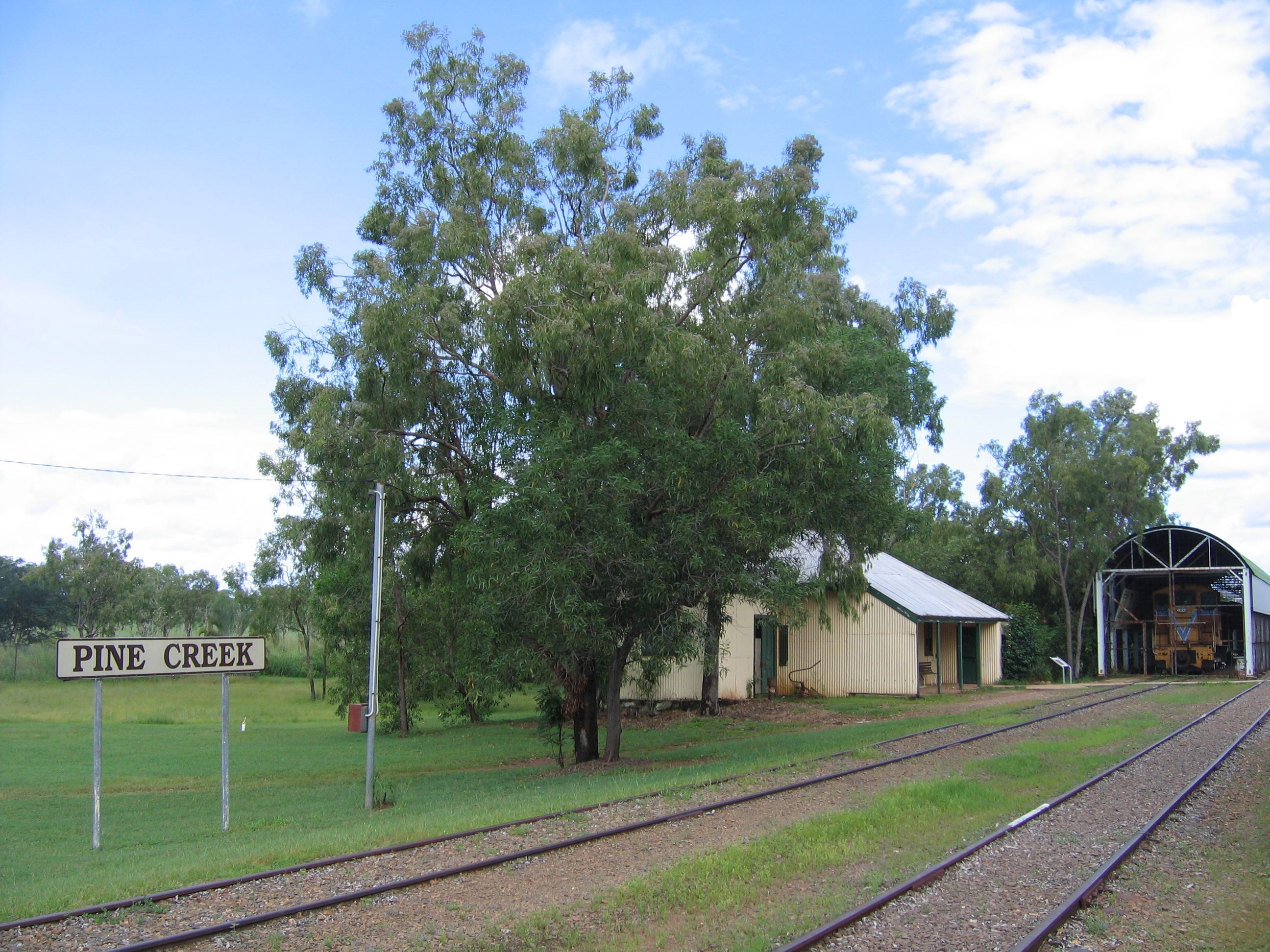
L'ancienne gare de Pine Creek

Le Chemin de fer du nord de l'Australie également connu sous le nom de Chemin de fer de Palmerston à Pine Creek (en anglais :  The North Australia Railway (NAR) ou the Palmerston to Pine Creek railway) était une ligne de chemin de fer longue de 509 km à voie étroite (1 067 mm) qui reliait Darwin, connue sous le nom de Palmerston à l'époque, à Birdum, juste au sud de Larrimah, en Australie.

## Histoire
Au XIXe siècle, le Territoire du Nord était administré par l'Australie-Méridionale. Le gouvernement de John Cox Bray fit voter une loi pour faire construire la ligne en 1883. Le contrat de 959 300 livres sterling fut remporté par la société C&E Millar de Melbourne à la condition qu'elle puisse utiliser des travailleurs coolies. La ligne atteignit Pine Creek en 1888 et a été officiellement inaugurée le 30 septembre 1889. Les travailleurs cingalais et indiens assurèrent les travaux de déboisements et de terrassements et 3 000 travailleurs chinois construisirent plus de 1 km de voie par jour. 310 ponts et voies d'évacuations d'eau en cas d'inondations ont été construits.

## Reprise par le gouvernement fédéral
Le gouvernement du Commonwealth a pris le contrôle de la ligne en 1911, après avoir promis d'achever la liaison par chemin de fer entre Adélaïde et Darwin, mais sans fixer de délai pour le faire.
La ligne a été prolongée jusqu'à proximité de Katherine en 1917. Une nouvelle extension a vu arriver la ligne à Birdum en 1929.
En 1930, un train mixte, appelé Leaping Lena relia Darwin à Birdum selon le planning suivant: 
- Départ de Darwin à 8 heures, le mercredi.
- Arrivée à Pine Creek à 16 h 46.
- Départ de Pine Creek à 8 heures du matin le jeudi.
- Arrivée à Katherine à 11 heures le vendredi.
- Départ de Katherine à minuit le vendredi.
- Arrivée à Birdum à 17 h 51 le vendredi.

Durant la Seconde Guerre mondiale, Larrimah, à neuf kilomètres au nord de Birdum, est devenue l'extrémité sud de la voie. C'est à cette époque que la ligne a connu son plus fort trafic. En 1944, 247 trains par semaine empruntaient la ligne.

## Fermeture de la ligne
La ligne de chemin de fer a été fermée en 1976 à la suite des dommages de cyclone Tracy et d'une diminution du prix du minerai de fer.
La gare de Pine Creek figure sur la liste nationale des lieux significatifs de la National Trust australienne.

## Galerie

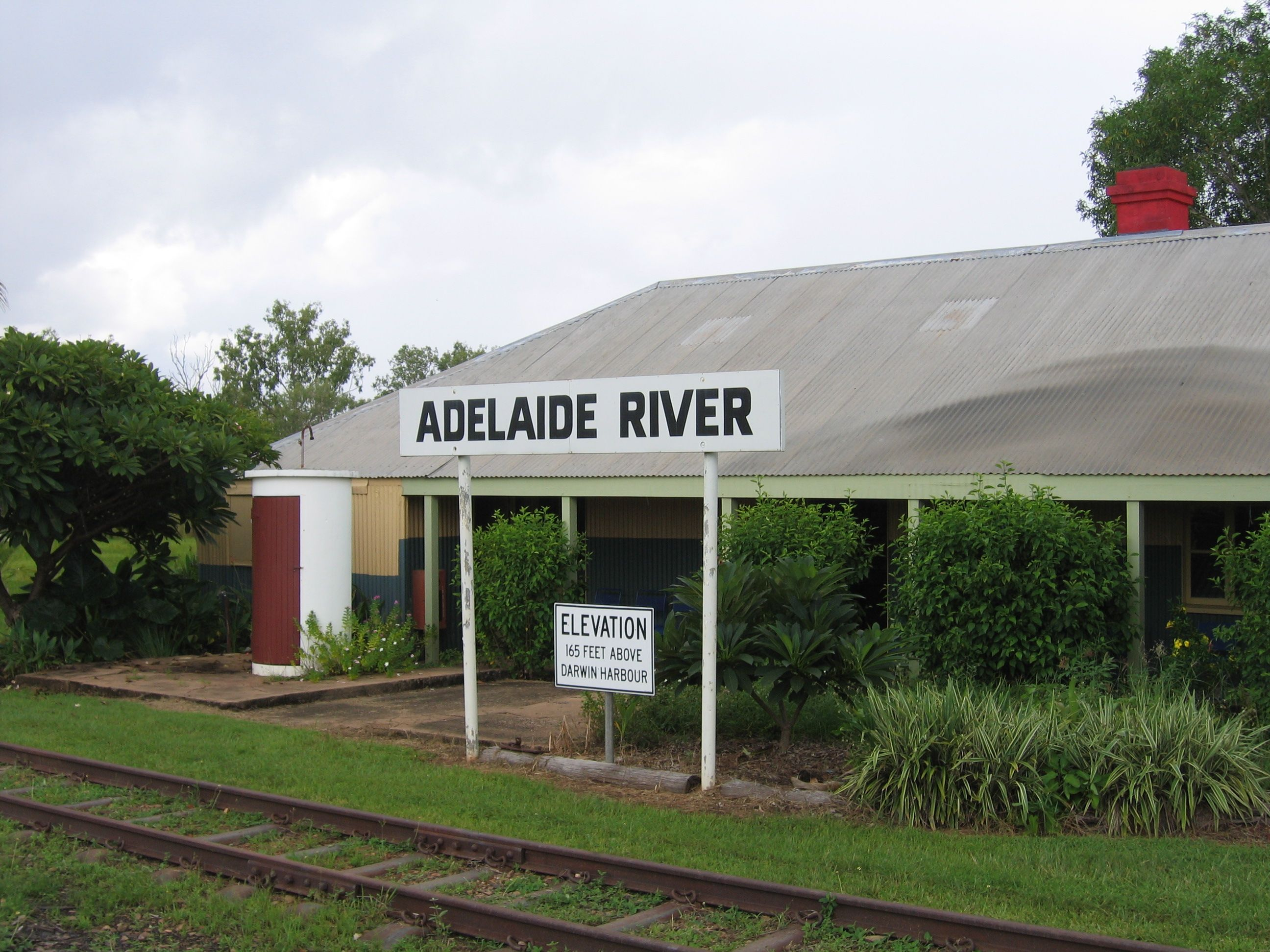
L'ancienne gare d'Adelaide River.
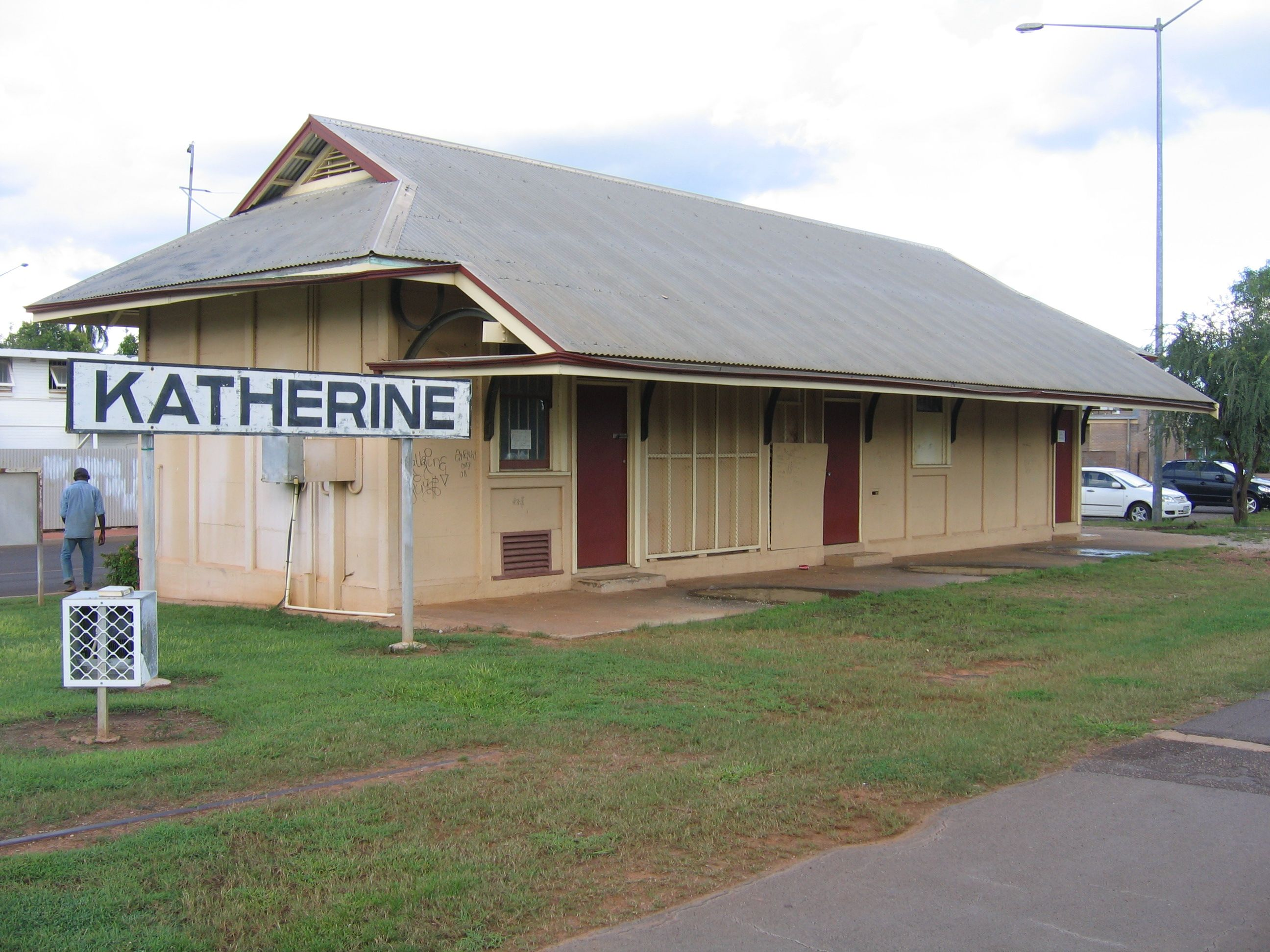
L'ancienne gare de Katherine.
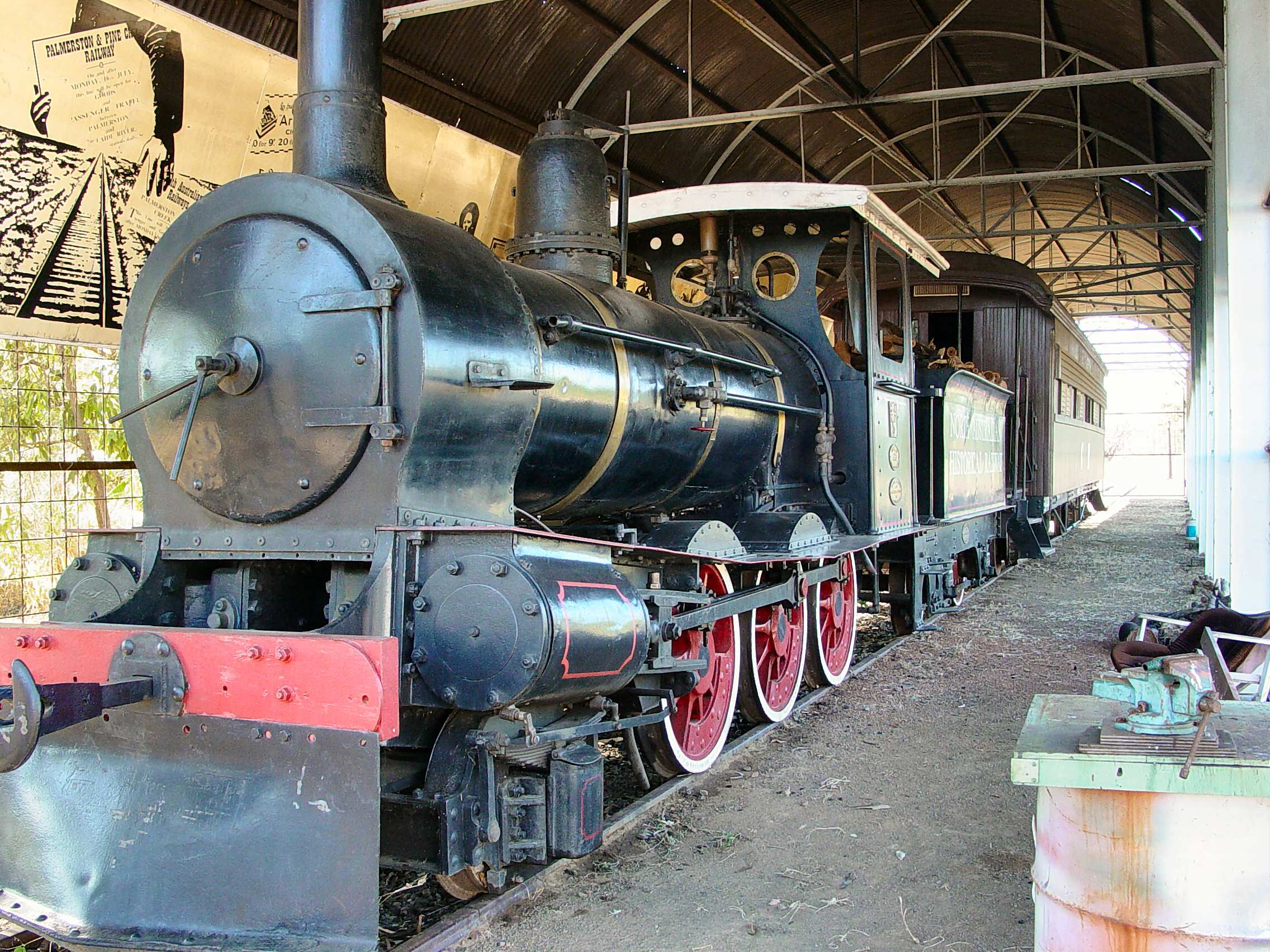
Cette locomotive à vapeur de classe NF est maintenant préservée à Pine Creek